# Metalloproteïne
Een metalloproteïne is een proteïne, dat een of meer metaal-ionen bevat en katalytisch niet actief is dit in tegenstelling tot een metallo-enzym. Een groot aantal proteïnen zijn metalloproteïnen.
Metalloproteïnen die aardalkalimetalen bevatten, zoals calcium en magnesium, maar ook deels zink, zijn vaak verantwoordelijk voor de structuur en de vouwing van het proteïne.
Voorbeelden van metalloproteïnen zijn:
- Hemoglobine, zuurstofdrager
- Hemocyanine, zuurstofdrager
- Cytochroom, elektronentransport in de cel
- Ceruloplasmine, transporteiwit